# Latituda
Latituda ali ekliptična širina (oznaka β) nebesnega telesa je ena izmed nebesnih koordinat, ki se uporabljajo v ekliptičnem koordinatnem sistemu.  Druga koordinata v tem sistemu je longituda (oznaka λ). Latituda ima v ekliptičnem koordinatnem sistemu podobno vlogo kot geografska širina v geografskem koordinatnem sistemu.
Latituda je kotna oddaljenost nebesnega telesa od ekliptike merjeno po velikem krogu skozi nebesno telo in ekliptične pole.
V smeri proti severnemu ekliptičnemu polu je latitude pozitivna (od 0° do +90°), v smeri proti južemu ekliptičnemu polu je negativna (do –90°). Telo, ki je na ekliptiki, ima latitudo enako 0°, na severnem ekliptičnem polu ima latitudo +90°, na južnem pa –90°.